# Erich Schairer

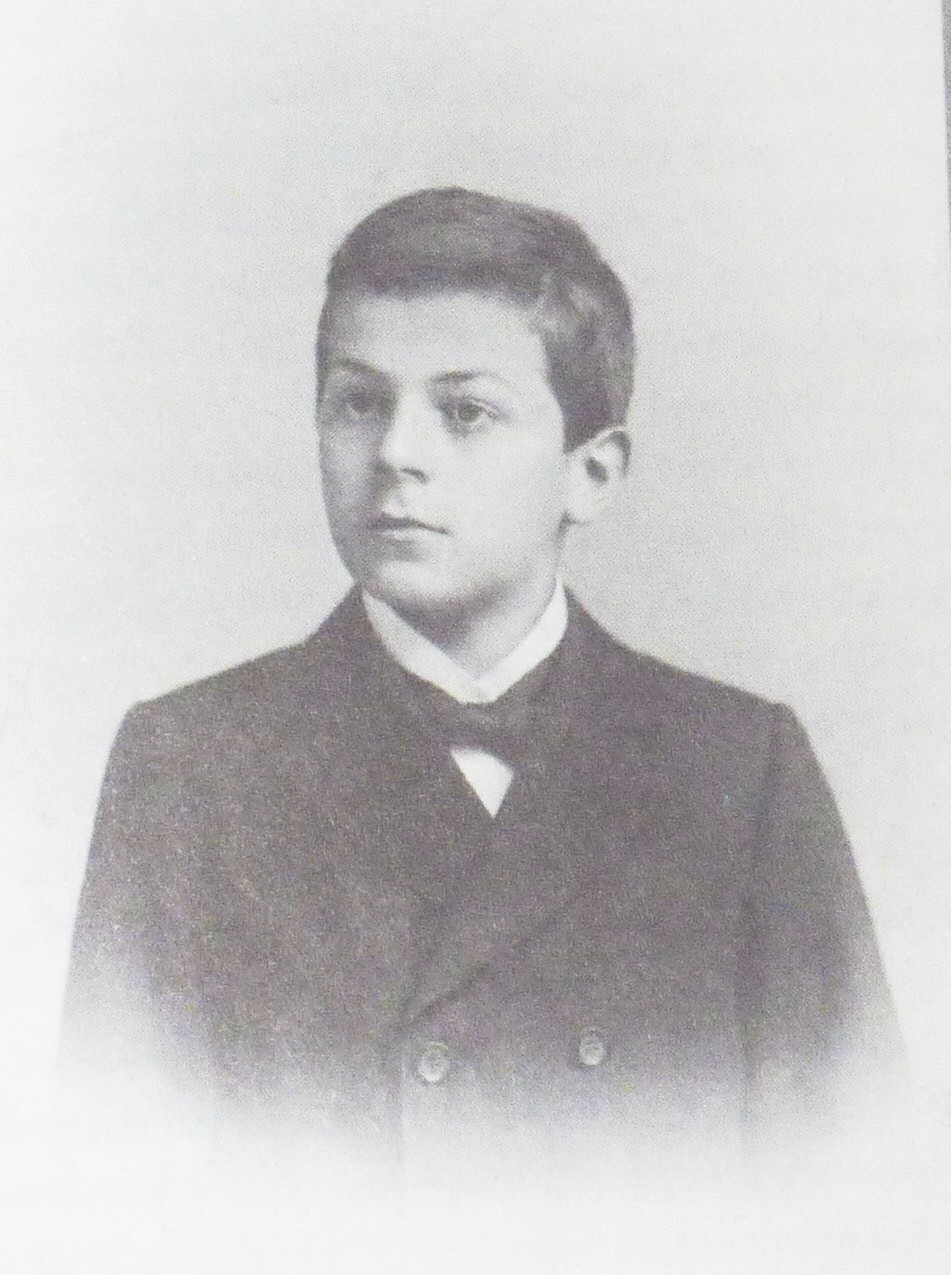
Erich Schairer als Jugendlicher

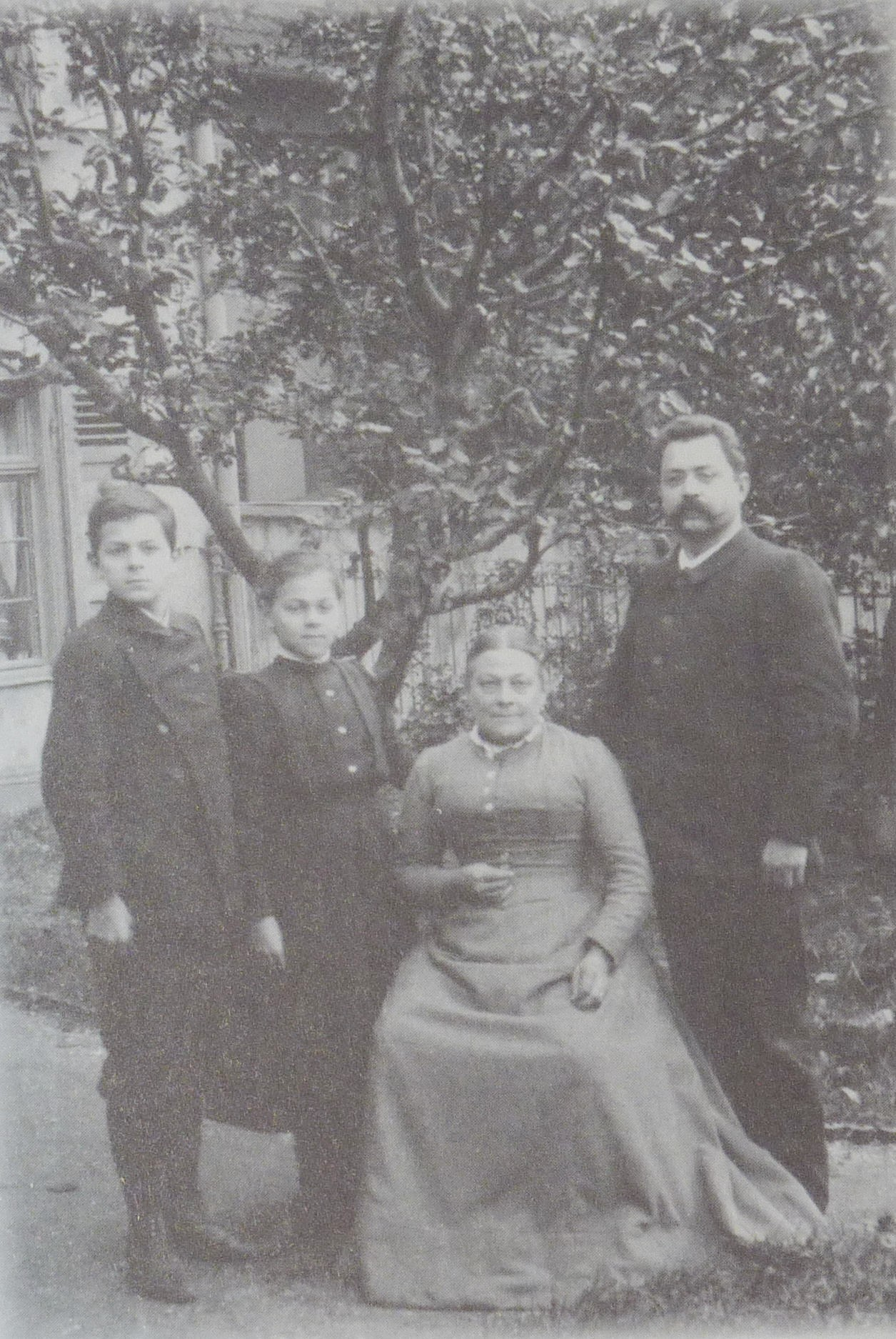
Erich Schairer mit seiner Schwester Thusnelde und seinen Eltern, um 1900

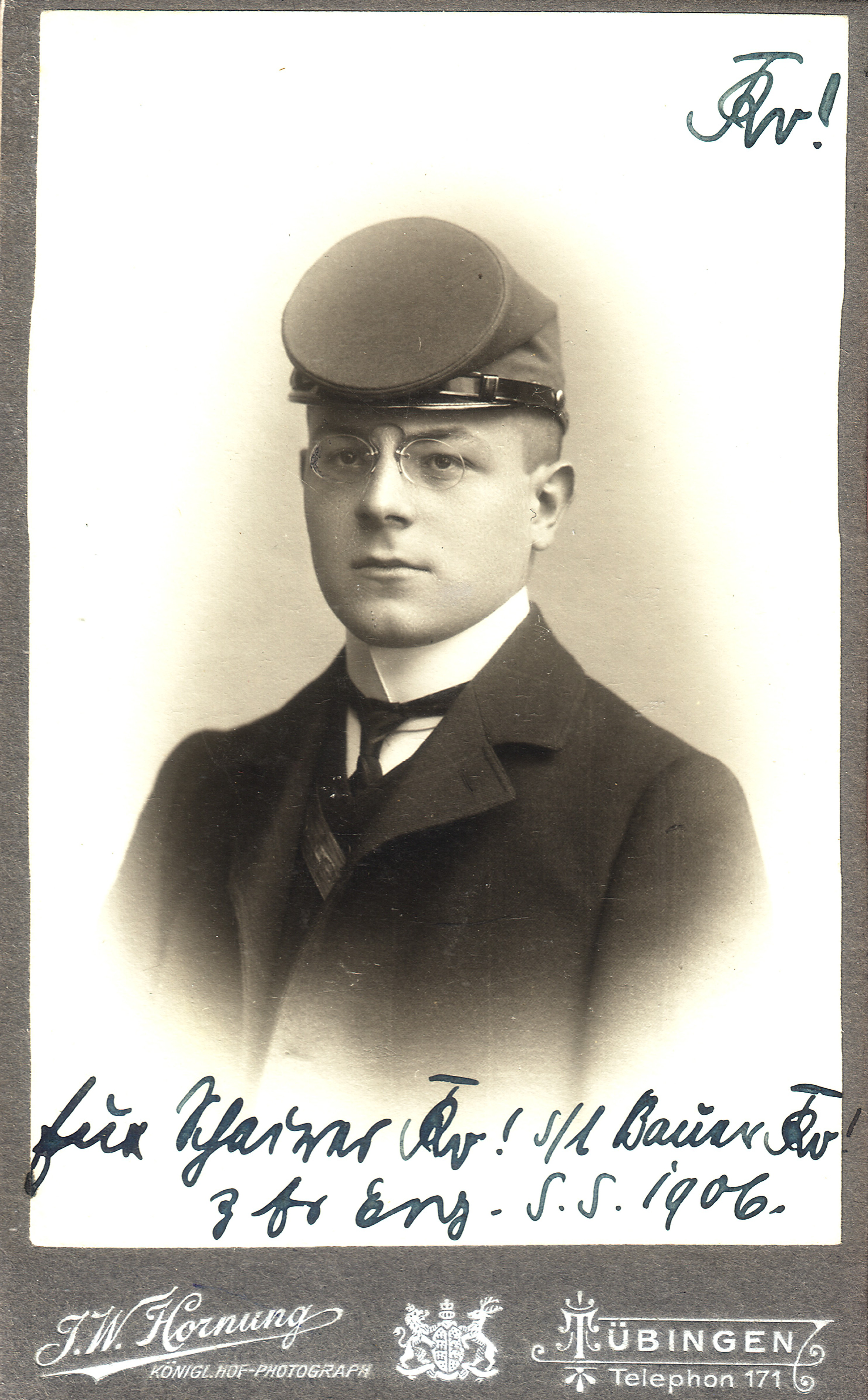
Erich Schairer als Student in Tübingen im Jahr 1906. „Fux Schairer [[Tübinger Königsgesellschaft Roigel|[TRv]!]] s/l (seinem lieben) Bauer [TRv]! z fr Erg. (zur freundlichen Erinnerung) S.S. 1906.“

Erich Schairer (* 21. Oktober 1887 in Hemmingen bei Stuttgart; † 3. August 1956 in Schorndorf) war ein deutscher Journalist und Publizist.

## Leben
Schairer war der Sohn des Gymnasiallehrers Georg Adam Schairer (1860–1927) und der Lehrerin Emilie Schairer, geb. Herrigel (1850–1927). Der Vater war im Nebenberuf Herausgeber einer landwirtschaftlichen Beilage der Eßlinger Zeitung, die Mutter fungierte im selben Blatt als „Briefkastentante“. Wohl aus diesem Grund konnte ihr neunjähriger Sohn einen Schulaufsatz in der Zeitung veröffentlichen.
Erich Schairer besuchte zunächst die Elementarschule und das Gymnasium in Esslingen am Neckar, ab 1903 als Internatsschüler das Seminar Blaubeuren, dann als Student der Philosophie und Theologie das Stift in Tübingen. Während seines Studiums wurde Schairer 1905 Mitglied der Tübinger Königsgesellschaft Roigel. Von 1909 an war er Vikar in Untertürkheim, Altensteig, Öhringen, Schwaikheim und Sulzbach an der Murr. In seiner Zeit als Theologe lernte er den Theologen und Philosophen Christoph Schrempf kennen, der Schairer zum Entschluss brachte, seine theologische Laufbahn innerhalb der württembergischen Landeskirche 1911 freiwillig zu beenden.
Zu Beginn des Jahres 1912 wurde Schairer Privatsekretär bei Wilhelm Ohr in München. Danach kam er als Redakteur zum Reutlinger Generalanzeiger, bevor er – als Nachfolger von Theodor Heuss – Privatsekretär Friedrich Naumanns (1912–1914) wurde. Nebenbei promovierte er 1913 über Friedrich Christian Daniel Schubart als politischer Journalist. Nach der Zeit bei Naumann war Schairer im Oktober 1914 kurzzeitig Redakteur bei der Neuen Hamburger Zeitung, bevor er Privatsekretär von Ernst Jäckh in Berlin wurde, für dessen Deutsch-Türkische Vereinigung er auch bis 1917 die Geschäfte führte.
Im Jahr 1918 wurde Schairer – als Nachfolger von Jäckh und Heuss – Chefredakteur der bürgerlich-liberalen Heilbronner Neckar-Zeitung. Nach einem Streit mit dem Verleger Viktor Kraemer um eine zensierte Glosse Schairers gründete er im Januar 1920 seine eigene Wochenzeitung, die linkssozialistische Heilbronner Sonntags-Zeitung, die unabhängig und anzeigenfrei war. Sein Credo lautete: „kämpft gegen Kirchentum, Kapitalismus, Krieg und Gewaltherrschaft, für Geistesfreiheit, Gemeinwirtschaft, Gerechtigkeit und Frieden.“ Das Blatt entwickelte sich zu einem der „bedeutendsten Wochenblätter in Deutschland“.  1922 trat Schairer nach einem Streit mit der Aktivitas aus dem Roigel aus. Der Grund hierfür war die wiederholte Kritik Schairers an reaktionären Tendenzen in der deutschen Studentenschaft gewesen.
Schairer verlegte die Redaktion und damit das Erscheinen der Sonntags-Zeitung im Juli 1925 von der Heilbronner Lerchenstraße 31 nach Stuttgart in die Lange Straße 18. Mit seiner Familie zog er in den Esslinger Stadtteil Sulzgries. 1931 trat er zeitweilig von der Herausgabe der Zeitung zurück und verdingte sich als freier Schriftsteller, übernahm 1932 jedoch wieder die Herausgeberschaft.
1933 geriet Schairer in Konflikt mit den nationalsozialistischen Machthabern, deren Emporkommen er lange Jahre vorausgesehen und bekämpft hatte. Unter Schwierigkeiten konnte die Sonntags-Zeitung noch eine Weile weitergeführt werden, jedoch sahen sich Schairer und seine Mitarbeiter Repressionen ausgesetzt. Die Zeitung wurde im März 1933 vorübergehend verboten, das Verbot im April 1933 unter Auflagen dann jedoch wieder aufgehoben. Im August 1934 wurde er von dem Schriftsteller und Journalisten Paul Gloning (1876–1951) abgelöst, wenngleich Schairer weiterhin im bisherigen Umfang an der Zeitung mitarbeitete. Gloning gehörte der NSDAP an und war Schairer aufgezwungen worden. 1936 wurde Gloning auch das Verlagsrecht übertragen.
Anfang 1937 erhielt Schairer Berufs- und Schreibverbot und wurde schließlich von der nationalsozialistischen Presseorganisation zum Verkauf seiner Sonntags-Zeitung an einen nationalsozialistischen Strohmann gezwungen. So erhielt Richard Breitling aus Aalen Verlag, Verlagsrecht und das Inventar. Im Herbst 1937 übersiedelte Schairer mit seiner Familie von Esslingen nach Lindau und versuchte, sich als Weinvertreter durchzuschlagen (wobei er die Kontakte zu seinen früheren Abonnenten zu nutzen wusste). Seine Frau Helene (1889–1981) betrieb im gemieteten Haus eine Pension. 1943 wurde Schairer als Reichsbahngehilfe verpflichtet.
Nach Kriegsende wurde Schairer im Januar 1946 Chefredakteur beim Schwäbischen Tagblatt in Tübingen, im September 1946 Mitherausgeber der Stuttgarter Zeitung. Besondere Verdienste erwarb sich Schairer um die Erhaltung des Cotta-Archivs für die Öffentlichkeit, indem er es zunächst für die Stuttgarter Zeitung erwarb, um es später dem Deutschen Literaturarchiv in Marbach am Neckar zu überlassen.
Schairer trat am 1. Januar 1955 von seiner Tätigkeit als Mitherausgeber der Stuttgarter Zeitung zurück und verstarb am 3. August 1956 im Schorndorfer Kreiskrankenhaus.

## Werke
- Das Wahlrecht. Ein Überblick von E. Sch. Sonderdruck aus dem Reutlinger General-Anzeiger Nr. 90–97 des Jahrgangs 1912. Reutlingen: Oertel & Spörer o. J. [1912?]
- Christian Friedrich Daniel Schubart als politischer Journalist. Tübingen: Mohr 1914 und Stuttgart: Privatdruck 1984 (Reprint)
- Rathenau-Brevier. Hrsg. E. Sch. Jena: Diederichs 1918 (=Deutsche Gemeinwirtschaft. Schriftenreihe. Hg. E. Schairer, Heft 5)
- Sozialisierung der Presse. Jena: Diederichs 1919 (=Deutsche Gemeinwirtschaft. Schriftenreihe. Hrsg. E. Schairer, Heft 12)
- Hängen oder Köpfen? Kulturgrotesken von Adam Heller (d. i. E.Sch.). Heilbronn: Verlag der „Sonntags-Zeitung“ o. J. [um 1924]
- Warum ich nicht Pfarrer blieb. Stuttgart: Verlag der „Sonntags-Zeitung“ o. J.
- Mit andern Augen. Jahrbuch der „Sonntags-Zeitung“ 1920–1929. Stuttgart: Verlag der „Sonntags-Zeitung“ 1929
- Gottlosigkeit. Stuttgart: Verlag der „Sonntags-Zeitung“ 1932
- Fünf Minuten Deutsch. Ein sprachliches Sündenregister. Stuttgart: Turmhaus-Druckerei 1951
- Sebastian Blau / Erich Schairer (Hrsg.), Des Leib- und Seelenarztes Dr. Owlglass Rezeptbuch. Gereimtes und Erzähltes. München: Nymphenburger Verlagshandlung 1955
- Fünf Dutzend oder ein volles Schock Doppel-Schüttelreime nicht ohne Mühe gedichtet, mit den notwendigen Überschriften versehen, etwas geordnet und zu Fastnacht 1941 seinem Freunde Dr. Owlglass ehrerbietig und dankbar gewidmet von Erich Schairer Doktor der Philosophie und der freien Künste Magister. Illustrationen von Eberhard Schairer zum 80. Geburtstag Erich Schairers am 21. Oktober 1967. Stuttgart: Turmhaus-Druckerei 1967